# Тажан
Тажа́н (фр. и окс. Tajan) — коммуна во Франции, находится в регионе Юг — Пиренеи. Департамент — Верхние Пиренеи. Входит в состав кантона Ланнемезан. Округ коммуны — Баньер-де-Бигор.
Код INSEE коммуны — 65437.

## География
Коммуна расположена приблизительно в 650 км к югу от Парижа, в 95 км юго-западнее Тулузы, в 32 км к востоку от Тарба.
Коммуна расположена на плато Ланнемезан. На востоке коммуны протекает река Жер.

## Климат
Климат умеренно-океанический с солнечной тёплой погодой и обильными осадками на протяжении практически всего года.

## Население
Население коммуны на 2010 год составляло 146 человек.
| 1962 | 1968 | 1975 | 1982 | 1990 | 1999 | 2010 |
| ---- | ---- | ---- | ---- | ---- | ---- | ---- |
| 188  | 182  | 167  | 157  | 147  | 144  | 146  |

## Администрация
| Период | Период | Фамилия      | Партия | Примечания |
| ------ | ------ | ------------ | ------ | ---------- |
| 1971   | 2008   | Альбан Касте |        |            |
| 2008   | 2020   | Андре Рекюр  |        |            |

## Экономика
В 2010 году среди 94 человек трудоспособного возраста (15-64 лет) 68 были экономически активными, 26 — неактивными (показатель активности — 72,3 %, в 1999 году было 69,2 %). Из 68 активных жителей работали 63 человека (36 мужчин и 27 женщин), безработных было 5 (4 мужчины и 1 женщина). Среди 26 неактивных 9 человек были учениками или студентами, 10 — пенсионерами, 7 были неактивными по другим причинам.